# چرپوف (استان بلگورود)
چرپوف (انگلیسی: Cherepov, Belgorod Oblast) یک شهرک در بخش آلکسیفسکی استان بلگورود کشور روسیه است.